# UWC México 40
UWC México 40: Sabori vs. Sánchez fue un evento de artes marciales mixtas producido por Ultimate Warrior Challenge México, que se llevó a cabo el 25 de noviembre de 2022 en el Entram Gym de Tijuana, Baja California, México.